# طاووس درة سي
طاووس درة سي (بالإنجليزية: Tavus Darrehsi)‏ هي منطقة سكنية تقع في أردبيل في إيران. يقدر عدد سكانها بـ 175 نسمة .